# الريحانية (حيفا)
الريحانية، هي قرية فلسطينية تقع على بعد 25 كم مترا شرقي مدينة حيفا، هُجّرت في 1أيار/ مايو عام 1948، على يد العصابات الصهيونية في حرب النكبة.

## الجغرافيا والتاريخ
تقع إلى الجنوب الشرقي من مدينة حيفا، تبعد عنها 25كم وترتفع 225 م عن سطح البحر، اسمها من الريحان وهو نبت طيب الرائحة وبلغت مساحة أراضيها 1930دونما، تحيط بها أراضي قرى دالية الروحا، وأبو زريق. وقدر عدد سكانها عام 1922 حوالي 266 نسمة وفي عام 1945 انخفض إلى (240) نسمة. قامت المنظمات الصهيونية المسلحة بهدم القرية وتشريد اهلها البالغ عددهم عام 48 حوالي (278)نسمة وكان ذلك في 30-4-1948. يحيط بالقرية مجموعة من الخرب الأثرية ففي شمالها، تقع خربة قطنية ويقال أن بلدة (قطة) الكنعانية كانت تقوم على هذه الخربة التي تحتوي على أنقاض واساسات جدران وصهريج مبنى بالحجارة.
كانت في القرية جامع ومدرسة ابتدائية للبنين أنشئت في العهد العثماني وأفلقت في عهد الانتداب البريطاني، اعتمدت القرية باقتصادهها على الزراعة وتربية المواشي، أهم مزروعاتها الحبوب، وفي شمالي القرية والشمال الشرقي زرعت الكثير من الأشجار المثمرة.

## احتلال القرية
احتلت القرية عام 1948، عقب معركة مشمار هعيميق في 14 نيسان/ أبريل عام 1948 عندما احتلت البطيمات ودالية الروحة وتشير مصادر أخرى أنها وقعت بعد بضعة أسابيع على احتلالها أي أواخر نيسان/أبريل عام1948، بعد سقوط حيفا، في المعركة التي شنت في المنطقة المحاذية لحيفا بعد سقوط المدينة وتشير بعض المصادر ان القرية احتلت فعليا في 1 أيار/مايو عام1948.

## القرية اليوم
تقع مستعمرتا «رمات هشوفيط» 1949، و«عين هعيمق» 1944 على أطراف القرية ويقوم سكانهما باستغلال القرية للزراعة.
القرية اليوم
يتكوم ركام المنازل أكواماً، يغطيها التراب والأشواك والعوسج. ولا يزال في الإمكان رؤية مقبرة القرية (مغطاة الآن بنبات الصبّار)، ومثلها بئر تقع عند أسفل تل شمالي الموقع. جزء كبير من الأرض المتاخمة يُستعمل للزراعة وفي الركن الجنوبي منه بستان أفوكاتو.
المغتصبات الصهيونية على اراضي القرية
تحتل مستعمرتا رمات هشوفيط وعين هعيمك، اللتان أُنشئتا في سنتي 1941 و1944 على التوالي، قوساً من الأرض يطوق القرية جزئياً من الشمال والشرق والجنوب. ولم تكن المستعمرتان عند إنشائهما تقعان على أراضي القرية، وإنما كانتا قريبتين جداً (نصف كيلومتر تقريباً) من موقعها. ويستغل سكانهما الآن أراضي القرية.

## وصلات خارجية
- موقع فلسطين في الذاكرة

بلد حبيبتي مها